# Calloporina canaliculata
Calloporina canaliculata is een mosdiertjessoort uit de familie van de Microporellidae. De wetenschappelijke naam van de soort is voor het eerst geldig gepubliceerd in 1860 door MacGillivray.